# 松木恒秀
松木 恒秀（まつき つねひで、Tsunehide  Matsuki、1948年8月8日 - 2017年6月18日）は、日本のミュージシャン、ギタリスト、作曲家、編曲家、プロデューサー。

## 略歴
16歳からアマチュアバンドで活動、その後に自己のリーダーバンドThe Mを結成、後に田中清司のJr.Boysにも参加。
1968年に稲垣次郎ビッグソウルメディアに加入し新宿ピットイン出演、またスタジオミュージシャンとしても活動し数々のレコーディングに参加する。その後松木恒秀バンドを結成して六本木ピットインで活動。当時は坂本龍一等が在籍した。その後ソニーで、当時の有名ギタリストのオムニバスアルバム『New York』の収録曲「Hymn to Stuff」をレコーディング、同時期にプレイヤーズ、日野皓正バンド、ジョージ大塚マラカイボ、渡辺貞夫バンドにも参加。1970年代後半には大野雄二 You & The Explosion Bandとして『ルパン三世』、『大追跡』、『人間の証明』などのレコーディングに関わる。またトゥーツ・シールマンス、サリナ・ジョーンズ、ナンシー・ウィルソン、山下達郎（『IT'S A POPPIN' TIME』）他数多くのミュージシャンと共演した。
2004年以降、高田みち子のスーパーバイザーとしてアレンジを務め『Night Buzz』他3枚のCDを制作。
2012年6月14日、ライブ中に倒れ活動休止するも、2015年12月のピットイン50周記念コンサートには元気な姿をみせた。
2016年には竹内まりやのアレンジを担当し村上秀一、高水健司、野力奏一のWhat is HIP? conclusionでレコーディング、またライブ等でも活動した。
2017年6月18日に死去したことがWhat is HIP?のオフィシャルFacebookで公表された。68歳没。

## 主な参加作品

### ポップス
1973年
- 梶芽衣子「はぐれ節」
- 沢田研二「危険なふたり」

1975年
- しばたはつみ「シンガー・レディ」
- 沢田研二『いくつかの場面』

1976年
- 大橋純子『ペイパー・ムーン』

1977年
- ジョー山中「人間の証明のテーマ」
- 笠井紀美子『TOKYO SPECIAL』
- 佐井好子『胎児の夢』
- 山下達郎『SPACY』
- 大貫妙子『SUNSHOWER』

1978年
- 大貫妙子『MIGNONNE』
- 田中健『フラッシュバック』
- 町田義人「戦士の休息」
- 松田優作『Uターン』
- 高橋幸宏『Saravah!』
- 山下達郎『IT'S A POPPIN' TIME』『GO AHEAD!』
- 清水健太郎「きっと今日からは」
- オムニバス『NEW YORK』※「NEW YORK」「HYMN TO STUFF」
- 大野雄二『SPACE KID』

1979年
- ソニア・ローザ『SAMBA AMOUR』
- トゥーツ・シールマンス&松木恒秀『KALEIDOSCOPE』

1980年
- ウィル・リー「I Belleve In Love」
- 松原みき『POCKET PARK』

1982年
- 山下達郎『FOR YOU』「あまく危険な香り」
- 吉田美奈子『LIGHT'N UP』

1983年
- 吉田美奈子『IN MOTION』
- 山下達郎『MELODIES』

1984年
- ナンシー・ウィルソン『Keep you Satisfied』

1985年
- 伊藤君子『A TOUCH OF LOVE』
- トゥーツ・シールマンス&ケニー・ワーナー『Apple Dimple』

1986年
- タモリ『HOW ABOUT THIS』
- テレサ・ジョネット『SPECIAL EFFECT』

1991年
- 山本達彦『Once In My Life』

1993年
- 三原善隆『NIGHT RIDER』
- 角松敏生『1981-1987』
- 山下達郎『SEASON'S GREETINGS』

1999年
- 山下達郎「LOVE CAN GO THE DISTANCE」

2004年
- 高田みち子『Night Buzz』

2005年
- 高田みち子『TALEA DREAM』

2008年
- 高田みち子『TOKYO GIRLS TALK』
- 坂本真綾「ことみち」

2014年
- 竹内まりや「アロハ式恋愛指南」
- 阿川泰子『CROSSOVER NIGHT』

### サウンド・トラック
1973年
- 戦国ロック はぐれ牙（フジテレビ系）

1976年
- 犬神家の一族（角川映画）

1977年
- 人間の証明（角川映画）
- ルパン三世（日本テレビ系）

1978年
- 大追跡（日本テレビ系）
- キャプテン・フューチャー（NHK）
- 24時間テレビ 愛は地球を救う（日本テレビ系）
- 最も危険な遊戯 （東映セントラルフィルム）

1980年
- 大激闘マッドポリス'80（日本テレビ系）
- 幸福号出帆（東映）

1981年
- 今夜は最高!（日本テレビ系）